# Ron Feiereisel
Ronald E. Feiereisel, detto Ron (Chicago, 6 agosto 1931 – Chicago, 28 gennaio 2000), è stato un cestista, allenatore di pallacanestro e arbitro di pallacanestro statunitense, professionista nella NBA.

## Carriera
Venne selezionato dai Minneapolis Lakers al secondo giro del Draft NBA 1953 (16ª scelta assoluta).